# Хмелевицы (Нижегородская область)

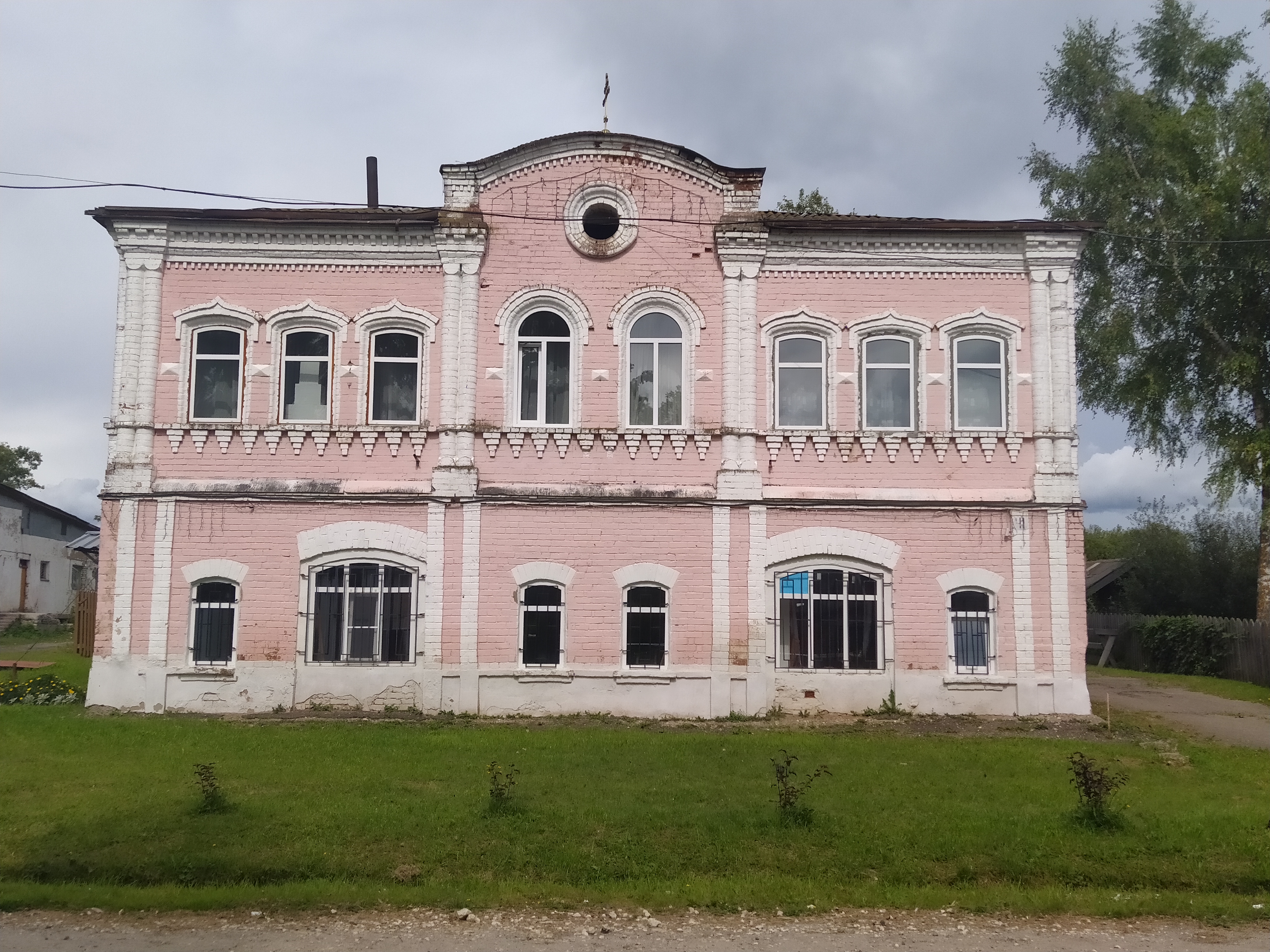
Центр Хмелевиц

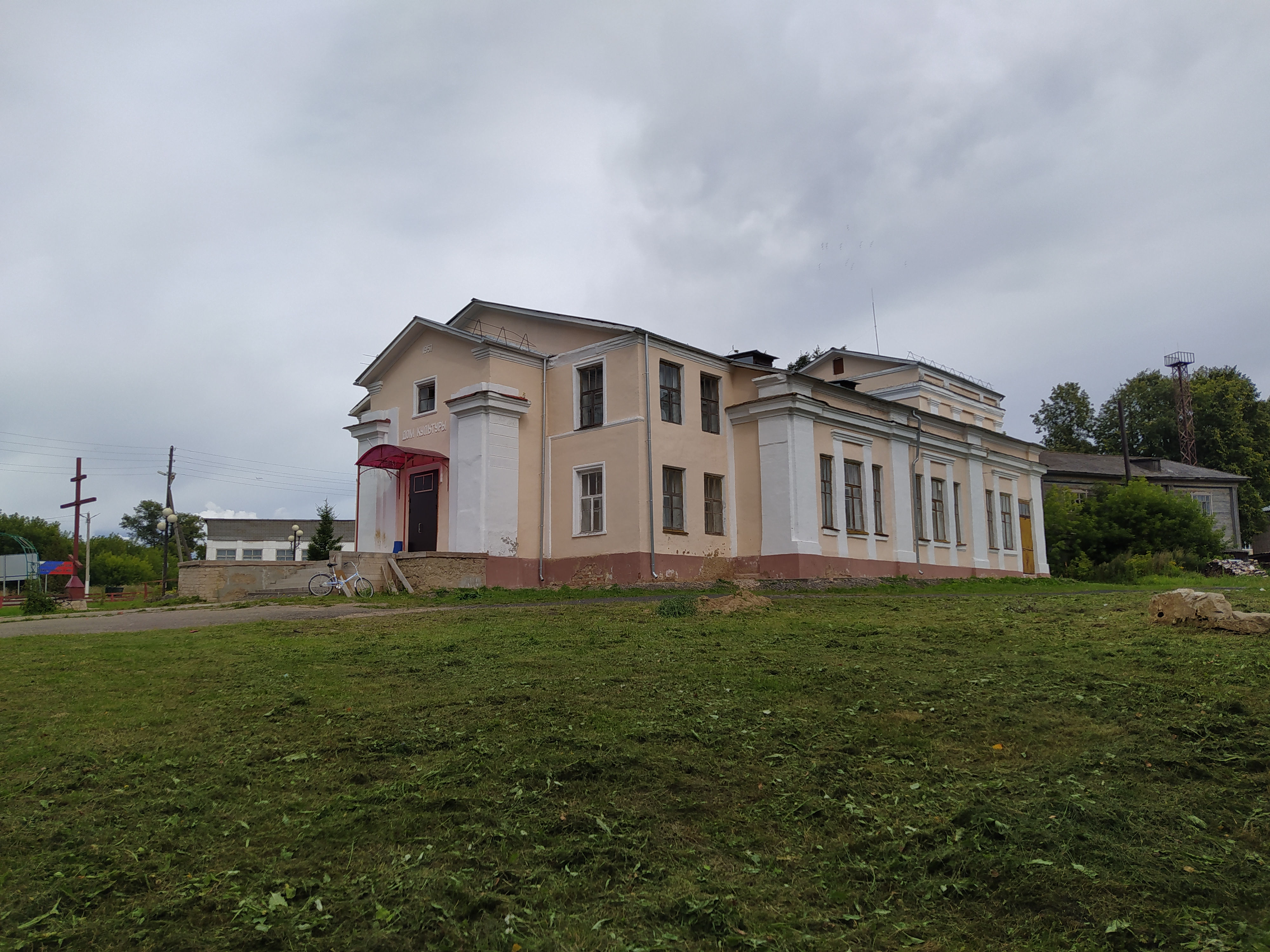
Дом культуры

Хмелеви́цы — село в Шахунском районе Нижегородской области России на реке Малая Какша, административный центр Хмелевицкого сельсовета.
В деревне расположены колхоз «Всходы Ильича» и Хмелевицкая участковая больница.

## История
В 1644 году в районе Хмелевиц поселились монахи Тихон, Паисий, Козьма и Пафнутий, к которым позже присоединился Корнилий. Они основывают землянку — келью и называют её Чернебенихой.
На пустоши недалеко от них находились заросли хмеля, из за которых они называют её Хмелевицей. В двух верстах от Хмелевицы при этом находились пустоши густо заросшие ивняком, бывшие следами ещё более древних поселений. В то время все деревни в окрестностях Хмелевиц находились в Новоуспенской волости.
Селение упоминается в документах XVII века; например, в списках церквей Ветлужского края (1723 год) отмечается наличие церкви в этом селе. В XVII веке местность, в которой расположена деревня, носила название «Хмелевицкие починки».
В 1866 году село становится центром Хмелевицкой волости, и стремительно заселяется поселенцами из Костромской губернии. В северную её часть стягиваются переселенцы из под Юмы, Вятской губернии.
Хмелевицы были известны именами купцов Шухаревых и Тютиковых.
К 1916 году в округе насчитывается 5468 хозяйств с населением более 25 тысяч человек. Из них 432 хозяйства не имели земли.
В 1929—1931 и 1944—1957 годах Хмелевицы — центр Хмелевицкого района.

### Медицина
Первый приемный покой открылся в Хмелевицах в 1877 году в доме одного из крестьян.
После его закрытия в апреле 1881 года строится новое здание на 4 койки, которое полностью содержится за счет собственных средств населения. Работают там повивальная бабка, сторож и кухарка. Попечителем его становится священник Либеров. В последующих годах персонал увеличивается до 5 человек — нанимается фельдшер и сестра милосердия.
В 1897 после окончания медицинского факультета больницу возглавляет врач Павел Федорович Гусев, который в дальнейшем переходит на работу в г. Ветлугу.
Благодаря стараниям П. Ф. Гусева В 1901 году открывается больница уже на 15 коек стоимостью 12 тысяч рублей.

### Образование
Первая школа открывается в 1861 году в доме Сидора Жидкова. Учителем становится солдат Василий Федорович Туманин из деревни Большая Музя. В то время в школе учатся только мальчики и только 2 года.